# سینمای اسپانیا

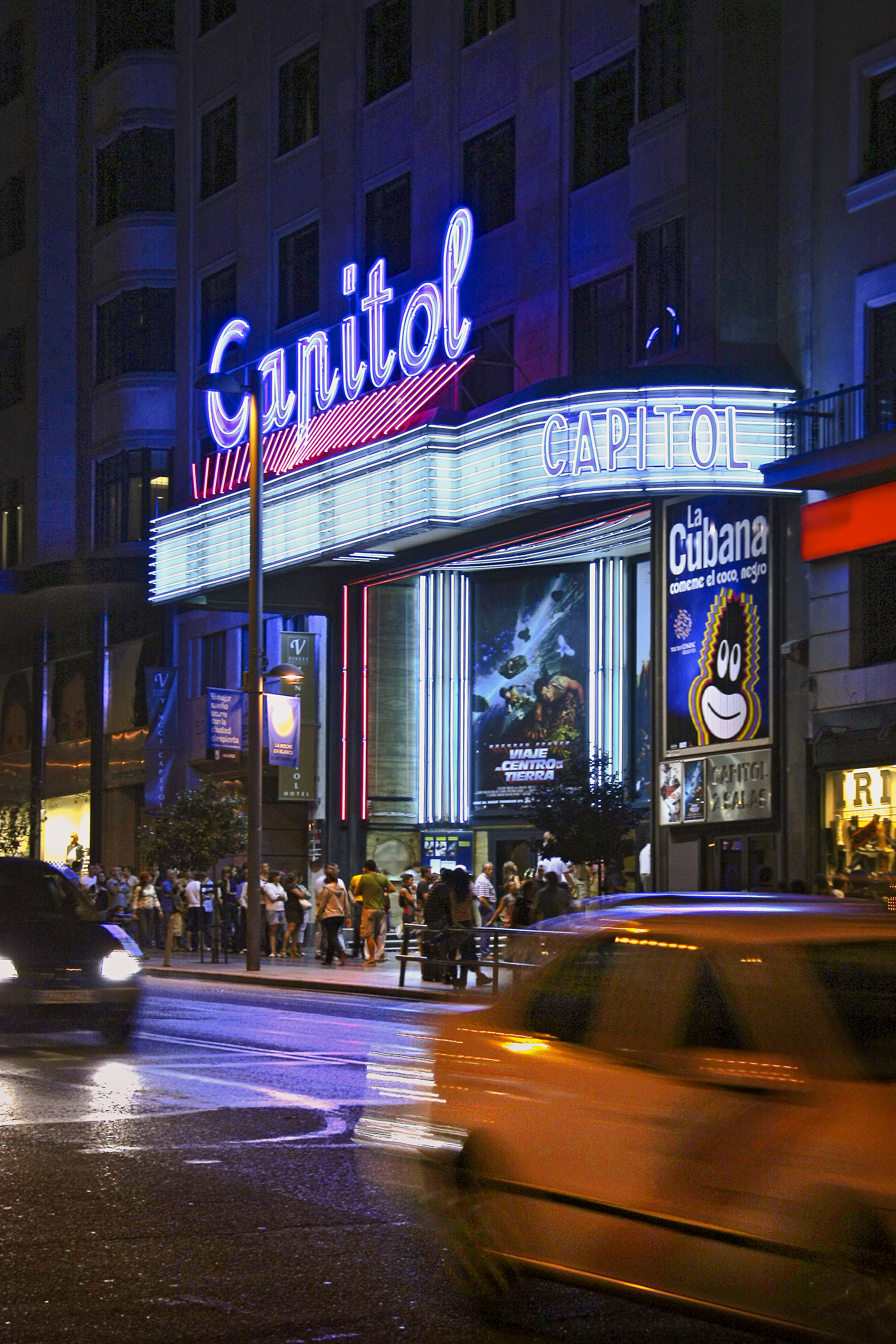
خیابان گرن‌ویا در مرکز مادرید. سینما کپیتول

سینمای اسپانیا به مجموع آثار سینمایی ساخته شده در داخل اسپانیا یا توسط فیلم‌سازان اسپانیایی در خارج از اسپانیا گفته می‌شود. امروزه سینمای اسپانیا رتبه قابل توجهی در جهان دارد که حاصل آثار خلاقانه و پیشرفت‌های فنی آن است. در تاریخچه طولانی سینمای اسپانیا، لوییس بونوئل اولین فیلم‌ساز اسپانیایی است که به شهرت جهانی دست یافت و بدنبال آن پدرو آلمودووار در دهه ۱۹۸۰ به این جایگاه رسید.
از سال ۲۰۰۸ بدینسو آسیب اقتصادی وارد شده به بدنه سینمای اسپانیا باعث گردیده اسپانیا بیشتر به تولید مشترک بپردازد. در سال ۲۰۱۳ افزایش مالیات برارزش افزوده بر قیمت بلیت سینماهای اسپانیا موجب شد تا قیمت بلیت با جهشی ۲۱ درصدی روبرو شود.

## پیشینه و پیشگامان
دعوا در کافه (اسپانیایی: Riña en un café) محصول ۱۸۹۷ میلادی نخستین فیلم تولید شده در اسپانیا است. از ابتدای ظهور و بروز سینما در این کشور تا اواسط دهه ۵۰ اسپانیا همواره یکی از موفق‌ترین کشورهای اروپایی در صنعت سینما بود. با این‌همه وقفه‌هایی نیز در این سینمای پویا به سبب مسائل سیاسی و اجتماعی خاص این کشور پدید آمده‌است. سمت‌گیری سینمای اسپانیا به سوی سینمای سیاسی و فرمایشی که حاصل حکومت دیکتاتوری فرانکو تا اواسط دهه ۷۰ بود، باعث شد سینمای اسپانیا در این دوران تقریباً تولید شاخص نداشته باشد. با اینهمه وجود استعدادهای فراوان و ناب در دهه ۹۰ و در ادامهٔ آن باعث شد سینمای اسپانیا دوباره رونق بگیرد.

## عصر طلایی بونوئل
در دهه ۱۹۴۰ لوئیس بونوئل نام‌آورترین چهره سینمای اسپانیا بود. او درطی ۶ دهه فیلمسازی، سورئالیسم در سینما را پایه‌گذاری کرد و آن را گسترش داد و این روند از کارگردانی سگ آندلسی در ۱۹۲۹ تا ویریدیانا در ۱۹۶۱ و سپس جذابیت پنهان بورژوازی در ۱۹۷۲ ادامه پیدا کرد. مهاجرت بونوئل در دهه ۵۰ به فرانسه باعث شد چند استعداد دیگر در اسپانیا ظهور کنند که مهم‌ترین آن‌ها کارلوس سائورا است.
او در ۱۹۹۹ با فیلم تانگو به نامزدی اسکار بهترین فیلم خارجی‌زبان رسید.

## سینمای مدرن اسپانیا

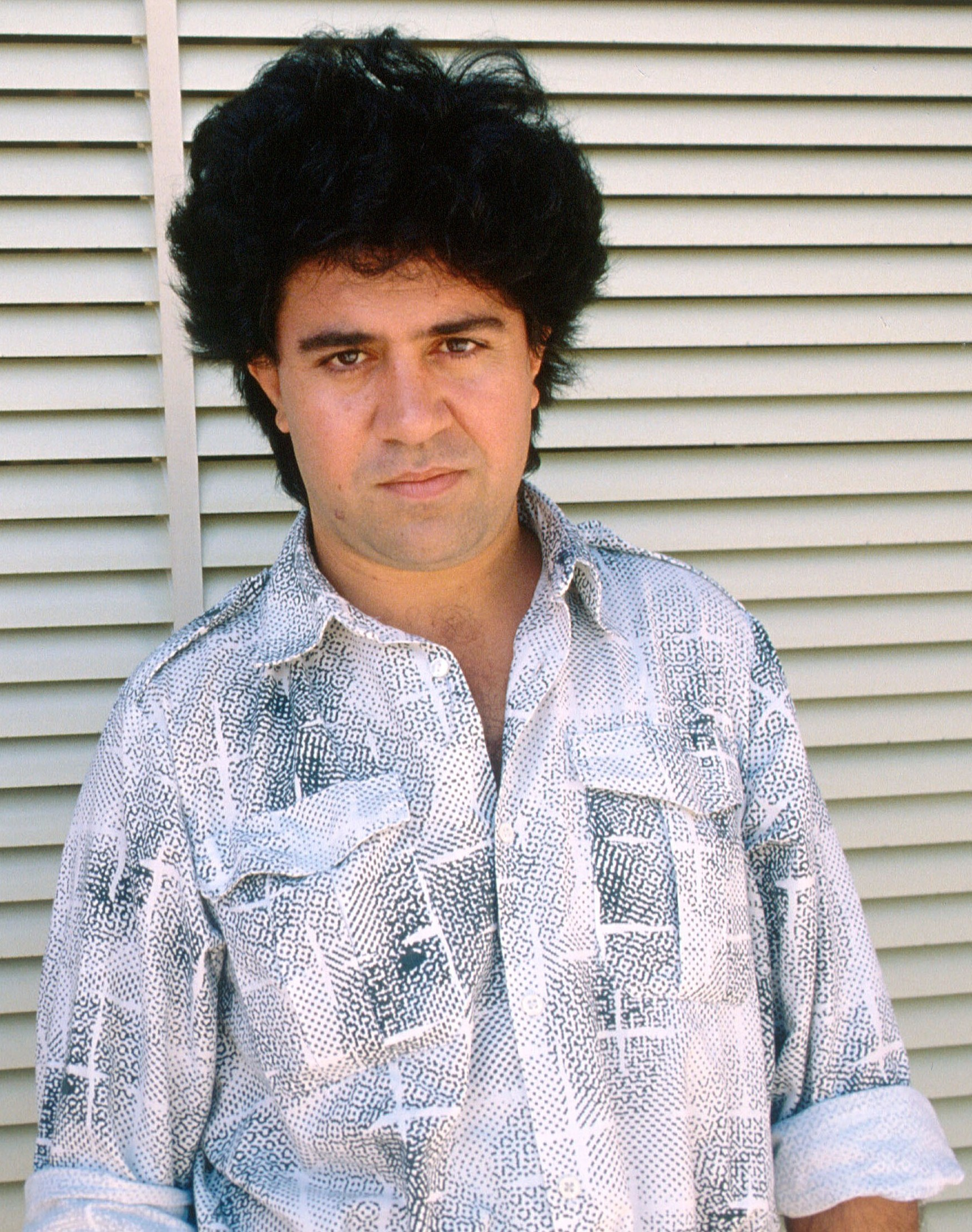
جزئیات یک عکس بزرگتر که پدرو آلمودوار کارگردان اسپانیایی را در جریان جشنواره فیلم ونیز 1988 نشان می دهد.

سینمای اسپانیا بدنه بازیگری بسیار غنی دارد. در حال حاضر پنه لوپه کروز و خاویر باردم ۲ هنرپیشه برنده جایزه اسکار در سینمای بین‌المللی شناخته‌شده هستند. در سالهای اخیر کارگردانان مستعدی مانند پدرو آلمودوار به سینمای جهان معرفی شدند. آلمودورا در سال ۱۹۹۹ برای فیلم همه چیز دربارهٔ مادرم، برنده اسکار بهترین فیلم خارجی‌زبان شد. از سال ۲۰۰۰ تاکنون در کنار نسل تقریباً قدیمی مانند پدرو آلمودوار و سائورا فیلمسازانی نظیر ژرارد اولیوارس و میگوئل کورتیس نیز ظهور کردند.

## فیلم‌هایی که تمام یا بخشی از آن‌ها در اسپانیا فیلمبرداری شدند
- ۱۴۹۲: فتح بهشت
- ۲۰۰۱: ادیسه فضایی
- ۵۵ روز در پکن
- آره که میشه رفیق
- آلتامیرا
- آنا باند
- ارواح مردگان
- اساسینز کرید
- استریکس در بازی‌های المپیک
- ال سید
- امپراتوری خورشید
- اولتیماتوم بورن
- ایندیانا جونز و آخرین جنگ صلیبی
- باد و شیر
- برادران
- برادران سیسترز
- برخورد تایتان‌ها
- به خاطر چند دلار بیشتر
- به خاطر یک مشت دلار
- بهارات
- بیوتیفول
- پاپیون
- پاتن
- پادشاه
- پانچو بی‌یا
- پاندورا و هلندی پرنده
- پرومتئوس
- پوستی که در آن زندگی می‌کنم
- تاریکی
- تپه
- تترو
- تکه‌ها
- تمام چیزی که می‌بینم تو هستی
- تن‌تن و پرتقال‌های آبی
- جانور سکسی
- جسم زنده

ال سید ساخته آنتونی مان ۱۹۶۱

پاپیون به کارگردانی فرانکلین جی. شافنر ۱۹۷۳

خوب، بد، زشت ساخته سرجو لئونه ۱۹۶۶

سریع و خشمگین ۶ ۲۰۱۳

- جنگ ستارگان: قسمت دوم - حمله کلون‌ها
- جید اسپانیایی
- چه
- حرکت دسته‌جمعی مردم در سویل و صحنه نبرد گاوهای نر

چه به کارگردانی استیون سودربرگ ۲۰۰۸

- خروج: خدایان و پادشاهان
- خشم تایتان‌ها
- خوب، بد، زشت
- خورشید همچنان می‌درخشد
- داستان بی‌پایان
- دروازه نهم
- دعاهای شکارچی
- دکتر ژیواگو
- دنیا کافی نیست
- دیکتاتور
- دیگر هرگز نگو هرگز
- رابین و ماریان
- رامون کاخال
- روزی دیگر بمیر
- روزی روزگاری در غرب
- زره خدا
- زن شگفت‌انگیز
- زن و بازیچه او چه به کارگردانی استیون سودربرگ ۲۰۰۸
- زندگی
- زندگی با چشمان بسته آسان است
- زیبای سیاه
- ژولیوس سزار
- ستون فقرات شیطان
- سرت را بدزد، احمق!
- سرزمین فردا
- سریع و خشمگین ۶
- سقوط امپراتوری روم
- سوت‌زن‌ها
- شاهنشاه
- شوالیه و روز
- صد اسلحه
- عطر: قصه یک آدمکش
- غول رودس
- غیرممکن
- فرمان گم‌شده
- فقط دو بار زندگی می‌کنید
- قدرت
- کدام مسیر به خانه عمه من می‌رسد؟
- کونان بربر
- کوه‌نشین
- گوهرفروشان مهتاب
- لا باراکا
- لورنس عربستان
- ماجراهای بارن مایچوزن
- ماشین‌چی
- مدفون
- مرد دیگر
- مرد عنکبوتی: دور از خانه
- مردی بدون سایه
- مرز شمال غربی
- مشاور
- منطقه سبز
- نابودگر: سرنوشت تاریک
- ناقوس‌های نیمه‌شب
- ناگهان تابستان گذشته
- نانبان
- نور سرد روز
- نیکلاس و الکساندرا
- وقار وحشی
- ویکی کریستینا بارسلونا
- هانا
- یک جنگ
- یک روز عالی
- یک نابغه، دو شریک و یک ساده‌دل
- یگان ویژه
- یونایتد لعنتی

## جشنواره‌ها و جایزه‌های سینمایی
از دیر باز اسپانیا جشنواره‌های فیلم محلی، منطقه‌ای و بین‌المللی داشته‌است. جشنواره بین‌المللی فیلم سن‌سباستین، جشنواره فیلم‌های اسپانیایی مالاگا، جشنواره بین‌المللی فیلم خیخون از مهم‌ترین این فستیوال‌ها هستند. جوایز گویا (به اسپانیایی: Goya Awards) جایزه ملی و معتبرترین جایزه سینمایی کشور اسپانیا است. جایزه گویا در سال ۱۹۸۷ تأسیس شد و اولین دوره آن در ۱۶ مارس همان سال در محل تئاتر لوپه دوگا شهر مادرید برگزار گردید.

## آمار و ارقام
طبق آمار سال ۲۰۱۷، تعداد سالن‌های سینما در اسپانیا بیش از ۳۶۰۰ عدد، سرانه تولید سالیانه ۱۲۲ فیلم بلند، ۹ انیمیشن و ۶۶ فیلم مستند بوده‌است. جمعیت سینماروی این کشور نیز نزدیک ۱۰۰ میلیون نفر گزارش شده‌است.